# Травотолоки
Травотолоки (укр. Травотолоки) — село в Зборовской городской общине Тернопольского района Тернопольской области Украины.
Код КОАТУУ — 6122683709. Население по переписи 2001 года составляло 109 человек.
До 2020 года входило в Зборовский район.

## Географическое положение
Село Травотолоки находится в 1,5 км от правого берега реки Западная Стрыпа,
на расстоянии в 0,5 км от села Зарудье.
По селу протекает пересыхающий ручей.

## История
- 1570 год — дата основания.

## Объекты социальной сферы
- Клуб.